# Aniello La Monica
Aniello La Monica (Napoli, 1947 – Napoli, 1º maggio 1982) è stato un mafioso italiano, membro della Camorra e uno dei principali boss di Napoli, più precisamente della zona di Secondigliano, in Piazza Zanardelli chiamata "Mmiez'a ll'arco".

## Biografia
Dispotico e mal sopportato dai suoi sodali, "Anielluccio 'o pazzo" è stato a capo delle bande di camorra della periferia napoletana durante gli anni '70. È stato il precursore e ideatore della nascita del narcotraffico camorristico, infatti fu uno dei primi ad ammirare gli enormi guadagni dell'eroina che in quegli anni si stava prendendo una grossa fetta del mercato italiano . Aveva una macelleria a Secondigliano ed era conosciuto anche come "O Macellaio", non solo per il suo mestiere ma anche perché era solito asportare il cuore dei suoi nemici, intuendo che era la brutalità dell'omicidio ciò che colpiva di più i suoi rivali.
È stato il padre adottivo di Paolo Di Lauro, a cui affidò fin da subito il ruolo di "ragioniere" del clan La Monica. Con la nascita del mercato della cocaina i suoi collaboratori più stretti decisero che era giunta l'ora di un cambio al vertice, motivato anche dal suo carattere totalitario e retrogrado, schivo ai cambiamenti criminali di quell'epoca. Era uno dei maggiori rappresentanti della Nuova Famiglia, rivale di Raffaele Cutolo. È stato ucciso il pomeriggio del 1 maggio 1982 fuori casa sua da Paolo di Lauro, Domenico Silvestri e Raffaele Abbinante, suoi fedelissimi; lo investirono con una 132 Mirafiori finendolo con un colpo di pistola alla testa .
Suo nipote Edoardo La Monica è stato un acerrimo ed eterno nemico del clan Di Lauro, (formatosi dopo l'omicidio del Macellaio e che ha egemonizzato il narcotraffico ed il racket sulla città di Napoli dagli anni 80 agli anni 2000) è stato ucciso dagli uomini di Di Lauro dopo che fu sospettato di aver venduto agli organi inquirenti la posizione del latitante Di Lauro. Il modus operandi dell'omicidio era quello tipicamente mafioso: gli furono cavati gli occhi con cui aveva visto, spezzato i polsi con cui aveva preso i soldi di un'ipotetica ricompensa delle forze dell'ordine e tagliata la lingua con cui aveva parlato. Era titolare di un'autorimessa in via Barbiere di Siviglia a Secondigliano.